# Sallèles-d'Aude
Sallèles-d'Aude är en kommun i departementet Aude i regionen Occitanien  i södra Frankrike. Kommunen ligger  i kantonen Ginestas som ligger i arrondissementet Narbonne. År 2022 hade Sallèles-d'Aude 3 104 invånare.

## Befolkningsutveckling
Antalet invånare i kommunen Sallèles-d'Aude
Referens: INSEE